# Milan Sládek

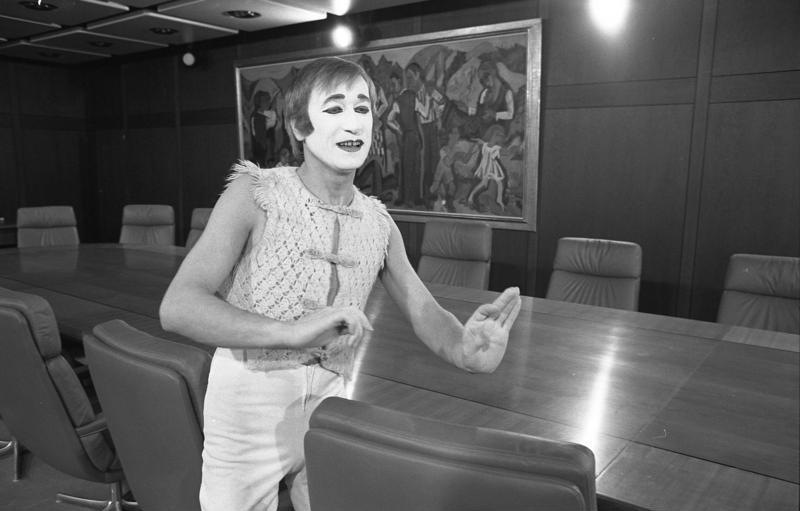
Milan Sladek 1977 im Bundeskanzleramt in Bonn

Milan Sládek (* 23. Februar 1938 in Streženice, Okres Púchov, Tschechoslowakei, heute Slowakei; † 4. Dezember 2024) war ein Pantomime, Regisseur und Autor. Bekannt wurde der in Köln lebende Künstler durch die von ihm verkörperte Kunstfigur Kefka. In seiner Mimenkunst suchte er die Konfrontation mit anderen Ausdrucksmöglichkeiten der darstellenden und bildenden Künste, um so zu einer individuellen Form der klassischen und von der Commedia dell’arte inspirierten Pantomime zu gelangen.

## Biographie
Sládek wuchs in Bratislava auf, wo er 1957 zunächst die Kunstfachschule im Fach Holzschnitzerei abschloss. Schon zu dieser Zeit, in der die Grundlagen für sein späteres Interesse an verschiedenen Formen des Puppentheaters gelegt wurden, präsentierte er am Studententheater der Bratislaver Comenius-Universität seine ersten autodidaktisch erarbeiteten Solopantomimen. In den darauf folgenden Jahren studierte Sládek Schauspiel an der Akademie für musische Künste in Bratislava und wurde zum Schüler des avantgardistischen Prager Theatermachers Emil František Burian, an dessen Theater D 34 unter anderem auch Jerzy Grotowski seine ersten Arbeiten unter der Leitung Burians präsentierte.
1959 erhielt Sládek ein festes Engagement am Theater D 34, wo er bald darauf gemeinsam mit dem dortigen Solotänzer und Chefchoreographen Eduard Zlabek, das erste Pantomimenensemble der Tschechoslowakei begründete. Am 11. März 1960 trat zum ersten Mal Sládeks Kunstfigur Kefka vor das Prager Publikum. Nach der Umsiedlung des Ensembles nach Bratislava 1961 und der Bespielung des dortigen Slowakischen Nationaltheaters wuchs auch die internationale Aufmerksamkeit auf die innovative pantomimische Darstellungskunst von Sládeks Ensemble, das durch seine experimentelle Performance und die Offenheit für alle theatralen Möglichkeiten – Schwarzes Theater, Figuren und Masken, Tanz, Clownerie sowie Sprechtheater – Aufsehen erregte.
In den darauf folgenden Jahren ging Sládek auf internationale Tourneen – 1965 erstmals durch Deutschland – und trat auf verschiedenen internationalen Festivals auf, darunter die Berliner Festtage 1964 und das Theaterfestival Ost-West in Neu-Delhi 1966. Im verbotenen DEFA-Film Fräulein Schmetterling war er als Pantomime zu sehen. 1968 wurde er mit der Gründung und Intendanz des Theaterstudios in Bratislava beauftragt, an dem er sein erstes Pantomimentheater ansiedelte. In der Folge der Ereignisse des 20. und 21. August 1968, die als der Schlusspunkt des Prager Frühlings in die Geschichte eingegangen sind, wurde Sládeks Pantomimentheater als eines der ersten geschlossen. Sládek verließ die Tschechoslowakei noch im selben Jahr und emigrierte zunächst nach Schweden, von wo aus er 1970 nach Köln zog.
Die mittlerweile entstandene Compagnie Sládek genoss international ein hohes Ansehen und bespielte weiter auf Tourneen und Einladungen zu Festivals internationale Spielstätten. 1974 eröffnete Sládek zusammen mit Eduard Zlabek und Julia Lindig schließlich in Köln das Theater Kefka, damals das einzige festansässige Pantomimentheater des nicht sozialistisch geprägten Europas, an dem eigene sowie Gastinszenierungen präsentiert wurden und junge Pantomimen eine Ausbildung erlangen konnten. 1976 wurde schließlich auf Initiative und unter der künstlerischen Leitung von Sládek das Internationale Pantomimenfestival Köln GAUKLER ins Leben gerufen, das lange Zeit eine Plattform des künstlerischen Austausches für Mimen und Bewegungsschauspieler aller Couleur sowie ein Publikumsmagnet der deutschen Theaterlandschaft war. Wichtige Stationen seines Schaffens in dieser Periode waren Die Bettleroper, Kefkas Don Juan, Carmen und König Ubu.
1987 folgte Sládek einer Berufung als Professor für Pantomime an der Essener Folkwang-Hochschule für Musik und Darstellende Künste. 1991 sorgte die Premiere der Sládekschen Version von Die Hochzeit des Figaro von Wolfgang Amadeus Mozart in Seoul für internationale Aufmerksamkeit. Inspiriert von dem traditionellen japanischen Puppentheater Bunraku, kombinierte Sládek eine professionelle Opernaufführung mit einem Puppentheater. Nach den Ereignissen 1989 und angesichts der darauf folgenden Umwälzungen in den ehemals sozialistischen Ländern Mittel- und Osteuropas besuchte Sládek wieder mehr seine eigentliche Heimat, wo er 1994 schließlich die Leitung des Theater Arena – Internationales Institut für Bewegungstheater in Bratislava übernahm. Von 1996 bis 2002 fand in Bratislava auf Initiative Sládeks daraufhin das internationale Pantomimenfestival KAUKLIAR '96 statt und 1997 erreichte er die Wiedereröffnung des Arena-Theaters.
Zuletzt war Köln wieder der Ausgangspunkt für Sládeks internationale Auftritte und Projekte. Nach einer Inszenierung der Dreigroschenoper von Bertolt Brecht und Kurt Weill in Tokio 2005 wurde im Jahr darauf anlässlich des Mozartjahrs im Jugendstiltheater in Wien die Uraufführung einer lange unbekannten und erst vor kurzer Zeit wiederentdeckten Pantomime aus der Feder Wolfgang Amadeus Mozarts in einer Produktion des Theater Forum Schwechat präsentiert. Gemeinsam mit dem österreichischen Komponisten Johannes Holik rekonstruierte Sládek anhand der Originalaufzeichnungen und unter Hinzuziehung nie veröffentlichter originaler Kompositionen Mozarts die Partitur und das Libretto der Faschingspantomime „Pantalon und Columbine“, in der Mozart selbst als Harlekin aufgetreten war. Sládek selbst übernahm die Rolle des Dieners Pierrot, einer weiteren klassischen Figur der Commedia dell’Arte.

## Produktionen und Inszenierungen
Eine Auswahl:
- Erste solistische Pantomimen (1955);
- Abend der Pantomime (1958);
- Die Beule (1960, 1963);
- Der Lumpenhändler (1961, 1967, 1975, 1983);
- Die Komoedia vom Reichen und dem armen Lazarus (1964, 1981);
- Das Geschenk (1971);
- Milan Sládek – Pantomimen (1977);
- Kefkas Don Juan (1978);
- Masken-Improvisationen (1982);
- Carmen (1983, 2000);
- König Ubu (1984, 1999);
- Apocalyptica (1989);
- Die Hochzeit des Figaro (1991);
- Die Krönung der Poppea (1993);
- Grand Pierrot (1994, 1997);
- Die Dreigroschenoper (2001);
- Magic Night (2003);
- Orpheus (2003);
- Andy Andy (2004);
- Die Dreigroschenoper (2005);
- Die Komoedia vom Reichen und Lazarus (Premiere: 4. Mai 2006)
- Pantalon und Columbine – eine Mozartpantomime (Welturaufführung: 27. Juni 2006)
- Der Kreuzweg (Musik Marcel Dupré) (31. März 2007)
- Jupiter und die Anderen (15. November 2007)
- Milan Sladek neues Soloprogramm (Uraufführung 23. Februar 2008)...

## Preise und Auszeichnungen
- Grand Prix de Nancy, 1965
- Erster Preis Theaterfestival Istanbul, 1967
- Preis des Kultusministeriums zum 50-jährigen Jubiläum der CSSR, 1968
- Goldene Bulle der Stadt Bratislava, 1998
- Ludovit-Stur-Medaille, überreicht vom slowakischen Staatspräsidenten Rudolf Schuster, 2000
- Bundesverdienstkreuz 1. Klasse, verliehen durch den Bundespräsidenten Johannes Rau, 2000

## Kunstausstellungen
- 1978 Theater Kefka Köln
- 1986 Theater Kefka Köln – Forum Leverkusen
- 1987 Galerie am Maxwehr, Landshut
- 1988 Stadt Köln, Rathaus Köln
- 1988 Del Bello Gallery, Toronto
- 1989 Kultureel Zentrum, Tilburg
- 1991 Buchmesse Frankfurt
- 1991 Folkwang-Hochschule Essen
- 1991 Kunstverein Grevenbroich
- 1992 Keller-Galerie Däberitz, Bergisch Gladbach
- 1992 2.Litfaß-Biennale, München
- 1993 Hof-Galerie, Essen
- 1993 Galerie Ruf, München
- 1994 Europäisches Parlament, Strassburg

## Publikationen
- Milan Sládek und Frank Meyer (Herausgeber): Pantomimentheater. Köln 1985: Bund Verlag. ISBN 3-7663-0948-X